# 2019年世界陸上競技選手権大会モンテネグロ選手団
2019年世界陸上競技選手権大会モンテネグロ選手団は、2019年9月27日から10月6日までカタールのドーハで開催された第17回世界陸上競技選手権大会のモンテネグロ選手団。

## 選手団
- 人員: 選手 2人

## 選手名簿・結果
| 選手                 | 種目       | 予選   | 予選 | 決勝     | 決勝     |
| 選手                 | 種目       | 結果   | 順位 | 結果     | 順位     |
| -------------------- | ---------- | ------ | ---- | -------- | -------- |
| ダニエル・フルトゥラ | 男子円盤投 | 62.12m | 18位 | 予選敗退 | 予選敗退 |
| マリヤ・ヴコヴィッチ | 女子走高跳 | 1.85m  | 18位 | 予選敗退 | 予選敗退 |